# Нілґірі (гори)
Нілґірі (там. நீலகிரி, «блакитні гори») — гірський масив в штатах Тамілнад і Керала на півдні Індії. Він є частиною гірського ланцюга Західні Ґати, які розміщені на краю плоскогір"я Декан.

## Загальні відомості
Найвищою точкою Нілґірі є гора Доддабетта, висота якої становить 2637 м над рівнем моря. Головним населеним пунктом регіону є розташоване на висоті 2200 м місто Удагамандалам, в якому проживають близько 95 тисяч чоловік. В горах Нілґірі живуть корінні народи (адівасі): бадага, кота, ірула і тоди.
Клімат в Нілґірі значно прохолодніший, ніж в тропічних низинах південної Індії. Ландшафт складається з гірських лісів і лугів. До тваринного світу Нілґірі належаить ендемічний нілґірійський тар.
Основними економічними опорами регіону Нілґірі є вирощування чаю і туризм. До пам'яток належить Гірська залізниця Нілґірі, яка входить в Світову спадщину ЮНЕСКО.

## Панорама

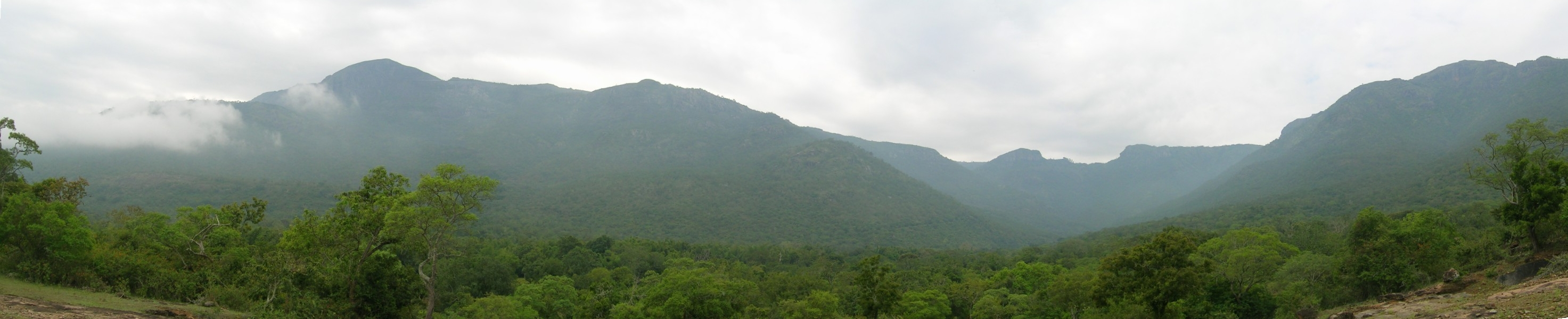
Панорама гір Нілґірі

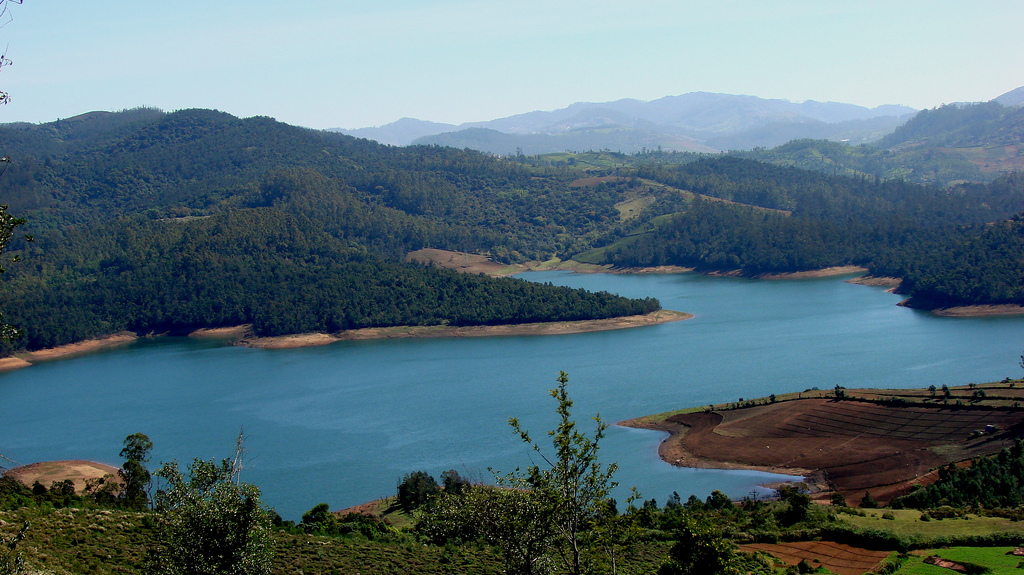
Смарагдове озеро Нілґірі